# 横山太一
横山 太一（よこやま たいち、1986年8月14日 - ）は、朝日放送テレビ（ABC）所属のアナウンサー。

## 来歴・人物
神奈川県横須賀市出身。神奈川県立横須賀高等学校、横浜国立大学教育人間科学部教育・学校教育課程卒業。
高校・大学時代には硬式野球部に所属していた。横須賀高校の野球部では中堅（センター）を守っていて、同級生の1人にエースの三上大樹（テレビ朝日アナウンサー）がいた。大学では、右投右打の外野手として、背番号55を付けていた。また、大学で教員免許を取得している。
大学卒業後の2009年に、アナウンサーとして朝日放送（旧法人）へ入社した。同期入社のアナウンサーは八塚彩美（2022年4月1日付で朝日放送テレビの総務局へ異動）。
番組デビューは、2009年7月2日昼に朝日放送ラジオで放送された『ABC朝日ニュース』。同年の全国高校野球選手権大会では、『速報!甲子園への道』（朝日放送テレビ）で、同期の八塚とともに関西の地方大会のリポートを担当。本大会期間中は、阪神甲子園球場からのテレビ中継で、三上・八塚などとともにアルプスリポーターを務めた。
2010年1月1日には、朝日放送ラジオの正月特別番組『伊藤史隆のLet's寅（とら）い! ようこそ2010年』（5:00 - 10:00）へ生出演。6時台の『ABC朝日ニュース』（同年最初の定時ニュース）を読んだ後に、番組内で中継リポートを担当した。同月7日からは、スポーツアナウンサーへの第一歩として、朝日放送ラジオのスポーツ情報番組『元気イチバン!!ぶっちぎりプレイボール』に不定期でリポーターで出演した。
2010年4月3日からは、先輩アナウンサーの浦川泰幸に代わって、朝日放送テレビ制作の全国ネット生放送番組『朝だ!生です旅サラダ』（以下『旅サラダ』と略記）へレギュラー出演。同番組が収録放送へ移行する全国高校野球選手権大会中継期間中（同年8月8日から）は、｢おはよう甲子園｣（BS朝日と『旅サラダ』の放送を休止する関西地方で放送した中継直前番組）の進行を担当したほか、前年度に続いてアルプスリポーターを務めた。このように担当番組が増えたこともあって、スポーツアナウンサーとしての本格デビューは2011年にまで持ち越された。
2011年度版の『ABCフレッシュアップベースボール』ウェブサイトで「今年からスポーツアナウンサーの仲間入りをさせていただきます」とする挨拶とともに、実況アナウンサーとして初めて名前が紹介された。同年4月16日には、ABCが東北放送の『TBCパワフルベースボール』向けに制作した裏送り中継ながら、東北楽天ゴールデンイーグルス対オリックス・バファローズ戦（甲子園球場）のベンチリポーターとしてプロ野球中継に初めて出演した。さらに、同年8月7日には、第93回全国高等学校野球選手権大会の1回戦（明徳義塾高等学校対北海高等学校戦）において、ラジオ中継の実況デビューを果たしている。もっとも、実況デビューの前に『おはようコールABC』（平日の早朝に生放送のローカル情報番組）メインキャスターへの就任が内定していたため、実際には9月でスポーツの担当をいったん離脱。『旅サラダ』のスタジオレギュラーも、同月24日放送分で退いた（後任は当時の先輩アナウンサー・堀友理子）。
2011年10月3日（月曜日）から『おはようコールABC』のメインキャスターに就任すると、2020年10月2日（金曜日）の最終回まで、9年間にわたって担当を続けた。この間には、ラーメン好きが高じて「横山太一の麺馬鹿」というシリーズ企画を任されていた（この「麺馬鹿」企画は「news おかえり」の不定期コーナー「おもてなし麺馬鹿」として引き継がれている）ほか、数本の映画に声優やエキストラで出演。また、2015年に結婚したほか、斎藤真美（最終回までメインキャスターを共同で担当した後輩アナウンサー）とのコンビで『なるみ・岡村の過ぎるTV』の進行役を同年末から担当している。
『おはようコール』の終了後は、斎藤と共に『過ぎるTV』への出演を継続する一方で、終了の翌週（2020年10月9日）から朝日放送ラジオで『横山太一のピカイチ☆ブランチ!』（毎週金曜日の9:00 - 12:00に放送される生ワイド番組）のメインパーソナリティを務める。ラジオでは同年4 - 5月に「NEXTをさがせ!」（期間限定レーベル枠）の金曜枠『太一とヴァギーのMagic Night Friday!』でも4回にわたってパーソナリティを担当しているが、メインパーソナリティを本格的に担当することは、旧朝日放送への入社後初めてである。その一方で、『おはようコールABC』への出演開始から9年振りに、ベンチリポート専任ながらプロ野球中継への出演を再開。朝日放送グループへの入社12年目に当たる2021年4月18日（日曜日）に、プロ野球中継における実況デビューを、『ABCフレッシュアップベースボール』の阪神対東京ヤクルトスワローズデーゲーム中継（解説：濱中治）で果たした。テレビの阪神戦中継でも、2021年6月2日（水曜日）の対オリックス・バファローズ戦（いずれも甲子園球場）から実況を担当。この試合の実況で、第20回ANNアナウンサー賞・スポーツ実況部門の優秀賞を受賞した。
なお、2022年4月1日からは、朝日放送テレビで平日の夕方に『news おかえり』（関西ローカル向けの報道・情報番組）のメインキャスターを担当中。同局で夕方帯の報道番組を担当することは（旧朝日放送への）入社後初めてで、情報系の生放送番組でメインキャスターを任されることは、『おはようコールABC』の終了以来1年半振りである。同月以降の他のレギュラー番組については、『ピカイチ☆ブランチ!』への出演を同年9月23日の最終回まで続ける一方で、『過ぎるTV』を降板。また、スポーツの担当から再び離脱した。
趣味は、ラーメンの食べ歩きに加えて、野球・競馬・自転車の旅。学生時代に、横須賀の実家から甲子園球場まで1週間がかりの自転車旅行を経験している。朝日放送への入社後は、2013年までラジオで放送されていた中央競馬中継で実況する機会がなかったものの、2020年10月から「ジョッキー・ルーム」（中央競馬のGI競走シーズン中に朝日放送ラジオの『Monday! SPORTS - JAM』内で放送される競馬情報・予想コーナー）のナビゲーターも務めている。

## 出演

### 現在

#### テレビ番組
- ABC NEWS（不定期で担当）
- news おかえり（2022年4月1日 - ） - メインキャスター[5]

#### ラジオ番組
- ABCニュース（『おはようコールABC』への出演期間中はほとんど担当しなかった）
- ジョッキー・ルーム（2020年10月12日 - ）
  - 『Monday! SPORTS - JAM』に内包されていた時期から、ナビゲーターとして出演。長らくナビゲーターを務めていた山下が体調を崩したことに伴う代演扱いだったが、山下が2021年春季分の終盤で復帰してからも、山下と交互に登場していた。『newsおかえり』メインキャスターへの就任に伴って、2022年の春季分には出演しなかったが、同年秋季分以降の出演は未定。

### 過去
- 全国高校野球選手権大会中継（テレビ・ラジオ、2009年 - 2011年・2016年 - 2021年）
  - 2009年・2010年にはテレビ中継の「燃えろ!ねったまアルプス」リポーター、2011年にはラジオ中継の実況・インタビュアーや、テレビ中継における「甲子園スタジオ」の進行を担当。2016年から2018年までは、「甲子園スタジオ」の進行役を務めていた。2021年には開会式のテレビ中継を皮切りに試合の実況を担当していたが、『newsおかえり』メインキャスターへの就任を機に、2022年から担当を再び離れている。
- スポーツ中継（テレビ・ラジオのプロ野球中継）実況・リポーター（2011年・2020年10月 - 2021年）
  - 『おはようコールABC』のメインキャスター担当期間中は出演を中断していたが、同番組終了後の2020年10月から、『スーパーベースボール 虎バン主義。』（朝日放送テレビ）と『ABCフレッシュアップベースボール』（朝日放送ラジオ）の阪神タイガース戦中継でベンチリポートを随時担当。『 - 虎バン主義。』にベンチリポーターとして出演していた同月11日の阪神対横浜DeNAベイスターズ戦（甲子園球場）では、阪神が勝利したことから、（旧）朝日放送への入社後初めてヒーローインタビュアーを任された。
  - 2021年には、プロ野球の阪神・オリックス公式戦中継の実況も担当。この年はオリックスと東京ヤクルトスワローズが日本シリーズに進出したため、京セラドーム大阪（オリックスの本拠地）で11月21日（日曜日）にナイトゲームとして開催された第2戦のラジオ中継（解説：岡田彰布）で、担当1年目ながら日本シリーズでの実況デビューも果たした。この中継は朝日放送ラジオ（ABC）が文化放送とNRN加盟局の一部に対する裏送り向けに制作したもので、2019年から日本シリーズ中継の放送を阪神の出場年に限っているABCでは流れていなかった。

#### テレビ番組
- 速報!甲子園への道 （2009年 - 2011年）2010年までは関西ローカルパートのサブキャスター、2011年にはスポーツアナウンサーとしてナレーターを担当。
- おはよう甲子園（2010年） - 全国高校野球選手権大会中継の前座番組。進行担当。
- 朝だ!生です旅サラダ（2010年4月3日 - 2011年9月24日）スタジオレギュラー
- おはよう朝日です（リポーター、2011年1月28日 - 2011年9月30日）
- キニナリーノ!（2010年 - 2011年）
- ほっとけ!3人組（2011年4月 - 2012年3月）第1回と第10回以降のオープニングナレーションを担当
- おはようコールABC（2011年10月3日 - 2020年10月2日）メインキャスター
- なるみ・岡村の過ぎるTV
  - 後輩の女性アナウンサー（『おはようコールABC』で共演していた斎藤真美など）とのコンビで、スタジオ進行を担当。当初は不定期で登場していたが、なるみの第1子出産に伴う産前産後休暇入り（2015年12月）を機に、斎藤とのコンビでレギュラーに昇格した。なるみの出演再開後や『おはようコールABC』の終了後も、2022年3月まで出演。同年4月以降の放送では斎藤が単独で進行しているが、『newsおかえり』では、水曜日に「日替わりMC」として横山と共演している。

#### ラジオ番組
- ドッキリ!ハッキリ!三代澤康司です
  - 2009年11月10日放送分で、堀友理子に代わって生中継のリポートを担当。朝日放送への入社後初めて、ラジオ番組のリポーターを務めた。
  - 2013年10月7日放送分には当時の月曜パートナーだった桂紗綾、2020年11月9 - 13日放送分にはメインパーソナリティの三代澤康司に代わって出演。
  - ちなみに、2020年10月改編から始まった『横山太一のピカイチ☆ブランチ!』の放送枠では、2010年4月から2019年3月まで『ドッキリ!ハッキリ!三代澤康司です』の金曜分が放送されていた。
- 伊藤史隆のLet's寅い! ようこそ2010年（2010年1月1日放送の特別番組）
- 元気イチバン!!ぶっちぎりプレイボール（2010年1月7日 - 3月） - リポーター、入社後初のレギュラー番組
- F.C.オフサイドトーク（メインパーソナリティを務める先輩アナウンサー・高野純一の不在時などに出演）
- 横山太一のちょびっと（2015年11月9日 - 11月11日）
- NEXTをさがせ!金曜日『太一とヴァギーのMagic Night Friday!』（2020年4月17日 - 5月8日） - パーソナリティ
  - 2020年の初頭から日本国内で新型コロナウイルスへの感染が拡大している影響で、日本プロ野球レギュラーシーズンの開幕が6月以降へ持ち越されたことに伴って4週間限定で編成。上記の影響に伴う暫定措置で『おはようコールABC』の担当曜日を月・木・金曜日に限定していたことも背景に、ベビーヴァギー（大阪を拠点に活動する女装家）とのコンビで、旧朝日放送への入社後初めてラジオ番組のパーソナリティを本格的に担当した。
  - ヴァギーとのコンビでは、2021年1月1日放送の「2021新春スーパーワイド」にて第1部（4:50 - 9:00）『太一とヴァギーのHAPPYじゃないとMooイヤ～ン』のパーソナリティに起用。
- 朝も早よから 芦沢誠です（2020年11月16日・17日）
  - 先輩アナウンサーの芦沢誠が夏季扱いで休暇を取得したことに伴って、番組タイトルを変更しないままパーソナリティ代理を担当。早朝の生放送番組への出演は『おはようコールABC』の終了以来1ヶ月半振りで、前週の『ドッキリ!ハッキリ!三代澤康司です』に続いての代演であったが、定時ニュースを除くラジオの生放送番組を単独で担当することは（旧）朝日放送への入社後初めてであった。
- 桑原征平粋も甘いも
  - 2020年12月 - 「粋甘流☆美女と野獣NEO」（水曜13時台の大喜利コーナー）にて、「しょうへ2号」というお題で狩人「あずさ2号」の替え歌を歌唱[注 4]。
  - 2021年5月13日 - 「征平の、男性アナウンサーもいらっしゃい!」（木曜13時台のトークコーナー）にゲスト出演。
- 横山太一のピカイチ☆ブランチ!（2020年10月9日 - 2022年9月23日）- メインパーソナリティ
- おはようパーソナリティ道上洋三です（『ピカイチ☆ブランチ!』の前枠番組）
  - 2021年の春季から、G1レースの開催を2日後に控えている週の金曜日に、「スポーツの話題」（7時台後半のスポーツコーナー）で当該レースの馬番連勝予想を披露。パーソナリティの道上洋三が脳梗塞の発症（同年9月11日）に伴って入院加療へ専念してからは、スポーツアナウンサーとしての活動や『ピカイチ☆ブランチ!』への出演などと並行しながら、パーソナリティ代理として全編に登場していた。当初は火 - 木曜日、2021年12月・2022年1月には水・木曜日、以降は木曜日に登場していたが、道上に復帰の目途が立たないまま番組の終了が決まったため、パーソナリティ代理については最終回の前日（2022年3月24日＝木曜日放送分）まで担当。2021年1月から制作が進められていた『虹へ』（道上が作詞した番組45周年記念テーマソング）の歌唱レコーディングにも参加している。
- ラジオで虎バン
  - 2020年度のナイターオフ版から2021年度のナイターオフ版まで、他のスポーツアナウンサーと交互に「タイガースヘッドライン」（阪神タイガース関連のニュース・取材報告コーナー）を随時担当。
- 岩本勉のまいどスポーツ（文化放送の制作でABCでは未ネット、2021年5月31日） - 阪神特集に電話でゲスト出演。

### CM
- ABCハウジング（テレビ・ラジオとも、2013年10月 - 2014年3月）
  - 『おはようコールABC』で共にメインキャスターを務めていた先輩アナウンサー・乾麻梨子とのコンビで出演。

### 映画
- アゲイン 28年目の甲子園（2015年） - 朝日放送が製作委員会に参加した関係で、クライマックスであるマスターズ甲子園のシーンに、元・高校球児役の1人としてユニフォーム姿で出演。

以下の作品では、いずれも声の吹き替えを担当。
- チャーリー・モルデカイ 華麗なる名画の秘密（2015年） - 受付
- マッドマックス 怒りのデス・ロード（2015年） - ラジオの声
- PAN 〜ネバーランド、夢のはじまり〜（2015年） - クワフ（ナ・テジョー） 役[6]
- ターザン:REBORN（2016年） - クエテ（オシ・イカイル） 役[7]